# 2016 au Québec
Cet article traite des événements survenus en 2016 au Québec. 

## Événements

### Janvier
- 1er janvier : Création de la Commission des normes, de l'équité, de la santé et de la sécurité du travail (CNESST)[1] et du Tribunal administratif du travail (TAT).
- 3 janvier : Le chef de Forces et Démocratie, Jean-François Fortin, annonce son retrait de la vie politique[2].
- 6 janvier - Guy Turcotte annonce qu'il va en appel de son verdict de culpabilité sur le meurtre de ses deux enfants[3].
- 15 janvier
  - Guy Turcotte est condamné à 17 ans de prison avant d'être admissible à une libération conditionnelle[4].
  - Six Québécois figurent parmi les victimes d'une série d'attentats revendiqués par AQMI à Ouagadougou, au Burkina Faso[5],[6].
- 21 janvier : La Communauté métropolitaine de Montréal annonce qu'elle s'oppose formellement au projet d'oléoduc Énergie Est de la multinationale canadienne TransCanada[7].
- 22 janvier : René Angélil a droit à des funérailles grandioses à la basilique Notre-Dame de Montréal[8].
- 25 janvier :  Le chef péquiste Pierre-Karl Péladeau et Julie Snyder annoncent leur séparation, cinq mois après leur mariage[9].
- 28 janvier - Le premier ministre Philippe Couillard procède à un remaniement ministériel majeur. Pierre Moreau devient ministre de l'Éducation, Sam Hamad va au Conseil du trésor, l'ancienne caquiste Dominique Anglade devient ministre de l'Économie, de la Science et de l'Innovation. Pour plus de détails sur ce remaniement, voir: Gouvernement Philippe Couillard[10].

### Février
- 3 février - La compagnie américaine Lowe's achète le quincaillier québécois RONA pour la somme de 3,2 milliards $[11].
- 15 février - Le monde du cinéma québécois est ébranlé par la controverse entourant Claude Jutra à la suite de la publication de sa biographie l'accusant de pédophilie envers les jeunes garçons[12].
- 17 février - À la suite du témoignage d'une victime de Claude Jutra, la ministre de la Culture, Hélène David, demande à Québec Cinéma de changer le nom des prix Jutra[13]. L'organisme annonce le jour même que la cérémonie changera de nom.
- 18 février - La commission parlementaire sur le litige opposant l'industrie du taxi à la compagnie Uber débute. Le ministre des Transports, Jacques Daoust, déclare qu'Uber est invitée à la commission même si elle agit dans l'illégalité[14].
- 22 février - Philippe Couillard procède à un mini-remaniement ministériel : Pierre Moreau, malade, ne garde que le ministère délégué aux Finances; Sébastien Proulx devient ministre de l'Éducation, du Loisir et du Sport; Hélène David hérite du nouveau ministère de l'Enseignement supérieur; Luc Fortin lui succède au ministère de la Culture et des Communications; Lucie Charlebois est la ministre responsable de la Montérégie[15].
- 23 février - Québec Cinéma annonce que la « Soirée des prix Jutra » portera temporairement le nom de Gala du cinéma québécois[16].
- 24 février - Fondation de l'Institut de recherche sur l'autodétermination des peuples et des indépendances nationales (IRAI), une promesse du chef péquiste Pierre Karl Péladeau. Ce dernier affirme qu'il financera lui-même en partie cet organisme telles que le permettent les lois du Québec, dit-il. L'Institut a pour but de produire et diffuser de l'information et des études sur l'autodétermination des peuples. Il est indépendant et ne doit pas avoir de lien avec le Parti québécois ni aucune autre formation politique. Daniel Turp en devient le président[17].

### Mars
- 2 mars : Rencontre hivernale annuelle du Conseil de la fédération à Vancouver. Les inquiétudes et les précautions du Québec quant au projet de l'oléoduc Énergie Est font réagir à l'échelle du pays[18].
- 17 mars :
  - Plusieurs personnalités dont les anciens ministres Nathalie Normandeau et Marc-Yvan Côté sont arrêtés pour des accusations de corruption, de fraude et d'abus de confiance[19].
  - Le troisième budget Couillard se veut un budget de transition entre l'austérité et la prospérité. La taxe santé est diminuée. Le budget alloué à l'éducation est augmenté de 3 %. Le surplus est de 2 milliards $[20].
- 20 mars : 18e gala du cinéma québécois: La Passion d'Augustine remporte le prix du meilleur film et cinq autres prix. Céline Bonnier, qui joue dans ce film, remporte le prix de la meilleure actrice. Gilbert Sicotte obtient le prix du meilleur acteur pour son rôle dans Paul à Québec. Le compositeur François Dompierre reçoit le prix hommage[21].
- 29 mars - L'ancien ministre, député et chroniqueur politique Jean Lapierre meurt avec six personnes dans un accident d'avion aux îles de la Madeleine[22].
- 31 mars : 
  - Les conférences régionales des élus sont totalement abolies[23].
  - L'entreprise ontarienne Cara achète les Rôtisseries Saint-Hubert pour 537 millions $[24].

### Avril
- 2 avril - Sam Hamad se retire temporairement du conseil des ministres, le temps d'une enquête du commissaire à l'éthique concernant les relations privilégiées qu'il aurait eu avec Marc-Yvan Côté[25].
- 10 avril : Le chef du NPD Thomas Mulcair annonce qu'il restera chef du parti jusqu'à ce que son successeur soit choisi. Les délégués au congrès ont voté pour tenir une nouvelle course à la direction dans 24 mois[26],[27].
- 11 avril : Élection partielle dans Chicoutimi. La péquiste Mireille Jean est élue[28].
- 22 avril : La Caisse de dépôt et placement du Québec annonce un important projet de métro léger à Montréal, le Réseau électrique métropolitain (67 kilomètres et 24 stations)[29].

### Mai
- 1er mai
  - Le salaire minimum est haussé de 20 cents à 10,75 $[30].
  - Un incendie ravage le centre-ville de Saint-Raymond, y détruisant 4 immeubles. L'hypothèse d'un incendie criminel n'est pas rejeté[31].
- 2 mai - Le chef du Parti québécois, Pierre Karl Péladeau, annonce qu'il quitte la vie politique. Il invoque des raisons familiales[32].
- 6 mai - Le député de Jonquière Sylvain Gaudreault est nommé chef par intérim du Parti québécois[33].
- 9 mai - La députée de Joliette, Véronique Hivon, est la première à se lancer dans la course à la direction du Parti québécois[34].
- 12 mai - Québec dépose le Projet de loi n°100 sur l'encadrement de l'industrie du taxi, obligeant les chauffeurs d'Uber à se mettre au même régime que l'industrie traditionnelle du taxi. Dorénavant, ils devront acheter ou louer des permis de taxi pour leur travail[35].
- 13 mai - Le député de Lac-Saint-Jean, Alexandre Cloutier, brigue à son tour la chefferie du Parti québécois[36].
- 14 mai - Lors du conseil général du Parti libéral, les jeunes-libéraux adoptent une résolution en faveur du transport illégal Uber[37].
- 15 mai - Un numéro d'humour de Mike Ward et Guy Nantel est censuré par la production du 18e gala Les Olivier. Ward boycotte le gala et la population l'appuie en le choisissant comme récipiendaire de l'Olivier de l'année[38].
- 16 mai - Le député de Rosemont, Jean-François Lisée, est le troisième candidat à se lancer dans la course à la chefferie du Parti québécois[39].
- 27 mai - La députée de Vachon, Martine Ouellet, annonce qu'elle sera aussi candidate à l'investiture du Parti québécois[40].

### Juin
- 1er juin - Le gouvernement du Québec abroge la Loi sur la Société nationale de l'amiante, mettant fin à son existence juridique[41],[42].
- 3 juin - L'avocat et chroniqueur télé Paul Saint-Pierre Plamondon est le cinquième candidat à se lancer dans la course à la chefferie du Parti québécois[43].
- 7 juin - Le gouvernement annonce qu'il a trouvé un compromis offrant une chance à Uber de poursuivre ses activités au Québec tout en protégeant l'industrie du taxi. Une proposition d'amendement au projet de loi 100 est déposé[44].
- 8 juin
  - Québec dépose un projet de loi accroissant les pouvoirs de la ville de Québec[45].
  - Québec dépose un projet de loi qui transforme l'Unité permanente anticorruption (UPAC) en corps autonome[46].
- 14 juin - Le député péquiste de Marie-Victorin, Bernard Drainville, annonce son retrait de la vie politique. Il deviendra animateur à un poste de radio de Québec[47].
- 16 juin
  - La mort d'une femme engendrée par un chien désigné comme pitbull par les policiers[48], le 8 juin suscite depuis de nombreux échos[49]. Le gouvernement réagit en affirmant vouloir légiférer sur la question des chiens dangereux tandis que la ville de Québec annonce le bannissement de la race sur son territoire dès le 1er janvier 2017[50].
  - Philippe Couillard est agressé par un militant transgenre lors d'une vigile en mémoire des victimes de la fusillade du 12 juin à Orlando[51].
- 18 juin - Montréal annonce l'interdiction des chiens dits « dangereux » sur son territoire d'ici septembre[52].
- 24 juin - Construit au coût de 103,4 millions $, le pavillon Pierre-Lassonde du Musée national des beaux-arts du Québec accueille ses premiers visiteurs à Québec[53].

### Juillet
- 4 juillet - À Québec, le maire Régis Labeaume annonce qu'il ne fera pas adopter de loi contre les pitbulls. Il attendra une législation du gouvernement Couillard[54].
- 5 juillet - Les gouvernements fédéraux et du Québec concluent une entente de 2,5 milliards de dollars sur trois ans pour améliorer les services de transports en commun et traiter les eaux usées[55].
- 6 juillet - Le Gouvernement place l'Ordre des ingénieurs du Québec sous tutelle, notamment en raison de « finances précaires » et de « crises internes » entre la direction générale et le conseil d'administration[56].
- 7 juillet - Quatre policiers du Service de police de la ville de Montréal (SPVM) sont arrêtés. Ils sont accusés de parjure et d'entrave à la justice. L'un d'eux fait aussi face à des accusations de sollicitation, d'obtention de services sexuels et d'abus de confiance[57].
- 20 juillet - Dans l'affaire judiciaire opposant Mike Ward à Jérémy Gabriel, le Tribunal des droits de la personne reconnaît l'humoriste coupable de discrimination et le condamne à payer 35 000 $[58]. Ward dit vouloir faire appel, plusieurs de ses collègues humoristes l'appui au nom de la liberté d'expression et l'encourage dans le financement des procédures[59].

### Août
- 5 août : Début des Jeux olympiques d'été de 2016 à Rio de Janeiro. 54 des 314 athlètes de la délégation canadienne proviennent du Québec (17%)[60],[61].
- 19 août - Le ministre des Transports et député de Verdun, Jacques Daoust, démissionne comme ministre et comme député. La vente controversée de RONA à l'entreprise américaine Lowe's a eu raison de lui[62].
- 20 août - À la suite de la démission de Jacques Daoust, Philippe Couillard procèce à un remaniement ministériel: Laurent Lessard devient ministre des Transports, de la Mobilité durable et de l'Électrification des transports, Luc Blanchette ministre de la Forêt, de la Faune et des Parcs et Pierre Arcand, déjà ministre de l'Énergie et des Ressources naturelles, ministre des Mines[63].
- 23 août - Richard Henry Bain est reconnu coupable de meurtre non prémédité et de trois tentatives de meurtre. Les événements ont eu lieu le soir du 4 septembre 2012 lors de la victoire électorale du Parti québécois[64].

- 26 août - La maladie oblige Véronique Hivon à se désister dans la course à la direction du Parti québécois[65].

### Septembre
- 8 septembre - Québec conclut un accord avec la compagnie Uber, dont le but sera d'encadrer les activités de l'entreprise pendant un an[66].
- 14 septembre - Philippe Couillard rencontre Raul Castro lors d'une mission économique à Cuba[67].
- 30 septembre : Disparition du parti politique fédéral Forces et Démocratie[68]

### Octobre
- 7 octobre - Jean-François Lisée devient le nouveau chef du Parti québécois lors du congrès à la chefferie. Il a obtenu 50,63 % des voix face à Alexandre Cloutier avec 32 % des voix et Martine Ouellet avec 18 %[69].
- 14 octobre - Québec Cinéma annonce que les prix du cinéma donnés au printemps de chaque année et qui portaient le nom de Prix Jutras, porteront désormais le nom de Prix Iris[70].
- 20 octobre - Soupçonné d'agressions sexuelles, le député libéral, Gerry Sklavounos, est expulsé du caucus de son parti[71].
- 25 octobre - Le ministre des Finances, Carlos J. Leitão, annonce un surplus budgétaire de 2,2 milliards $ pour 2015-2016. Il peut ainsi injecter 35 millions $ en éducation et 100 millions $ en santé dans l'année en cours[72].
- 26 octobre - Des milliers de personnes manifestent contre la culture du viol à Québec, Montréal, Sherbrooke, Saguenay, Gatineau et Trois-Rivières[73].
- 30 octobre - Marie-Mai et Jean Leloup sont les interprètes de l'année lors du 38e gala des prix Félix animé pour la onzième année consécutive par Louis-José Houde. René Angélil se voit décerner un prix Félix honorifique à titre posthume[74].

### Novembre
- 3 novembre - Québec annonce la création d'une commission d'enquête publique visant à proposer des moyens de protéger les sources journalistiques, à la suite de révélations dévoilant que plusieurs journalistes aient fait l'objet de surveillances électroniques par le SPVM et la Sûreté du Québec [75].
- 10 novembre - La loi 70 sur la réforme de l'aide sociale est adoptée à l'Assemblée nationale. Elle prévoit d'importantes pénalités financières aux nouveaux demandeurs d'aide sociale dont la prestation peut baisser à 399 $ par mois[76].
- 13 novembre - Lors de son congrès national, la CAQ adopte l'article 1 de son programme, définissant le parti comme étant nationaliste et fédéraliste[77].
- 16 novembre - Québec annonce que la commission d'enquête sur la protection des sources journalistiques sera présidée par le juge Jacques Chamberland[78].
- 17 novembre - Destruction par le feu de l'édifice Robillard, site de la première salle de cinéma en Amérique du Nord, à Montréal[79].
- 18 novembre - Reconnu coupable de meurtre non prémédité et principal auteur de l'attentat du Métropolis, Richard Henry Bain est condamné à la prison à vie[80].
- 25 novembre - CBC/Radio-Canada érigera sa nouvelle Maison de la Radio à Montréal[81].

### Décembre
- 1er décembre
  - L'ex-maire de Laval, Gilles Vaillancourt, plaide coupable aux accusations de fraudes envers le gouvernement portées contre lui. Vaillancourt a été maire de Laval de 1989 à 2012[82].
  - Montréal sera autorisée à appliquer son règlement municipal pour l'interdiction des chiens considérés comme « dangereux », sur décision de la Cour d'appel du Québec[83].
- 2 décembre - Guy Turcotte renonce finalement à faire appel[84].
- 5 décembre - Élections partielles: le PQ remporte les circonscriptions de Saint-Jérôme et Marie-Victorin, le PLQ est victorieux dans Verdun et la CAQ gagne Arthabaska[85]. La péquiste Catherine Fournier, âgée de 24 ans, devient la plus jeune femme à être élue de l'histoire de l'Assemblée nationale.
- 6 décembre - L'auteur jeunesse Maxime Roussy est reconnu coupable d'agression sexuelle et de leurre sur Internet envers une mineure. Les faits se seraient déroulés entre 2006 et 2010[86].
- 13 décembre - Djemila Benhabib, qui était accusée de diffamation envers les Écoles musulmanes de Montréal, est blanchie par la Cour supérieure du Québec qui lui donne raison. Elle avait comparé ces écoles aux camps militaires basés au Pakistan et en Afghanistan et les accusait d'endoctriner ses étudiants de valeurs sexistes[87].
- 15 décembre - L'ancien maire de Laval, Gilles Vaillancourt, écope de six ans de prison et devra rembourser 8,5 millions $ à sa municipalité[88].
- 21 décembre - Québec annonce une enquête publique sur les relations entre les Autochtones et les différents services publics[89].

## Décès
- 2 janvier - Marcel Barbeau (peintre et sculpteur) (º 18 février 1925)
- 3 janvier - Paul Bley (pianiste de jazz) (º 10 novembre 1932)
- 5 janvier - Jean-Paul L'Allier (homme politique) (º 12 août 1938)
- 14 janvier - René Angélil (chanteur et agent artistique) (º 16 janvier 1942)
- 18 janvier - Pierre Desruisseaux (écrivain et poète) (º 7 juillet 1945)
- 19 janvier - Claude Ulysse Lefebvre (homme politique) (º 1929)
- 25 janvier - Georges-Émery Tremblay (camionneur, homme d'affaires et homme politique) (º 4 novembre 1927)
- 28 janvier - François Barbeau (homme de théâtre) (º 27 juillet 1935)
- 6 février - Gilles Brown (chanteur) (º 6 février 1943)
- 15 février - Victor Goldbloom (homme politique) (º 31 juillet 1923)
- 21 février - Claude Michaud (acteur) (º 15 mai 1938)
- 24 février - Colin Low (producteur, réalisateur, scénariste, directeur de la photographie et monteur (º 24 juillet 1926)
- 26 février - Don Getty (ancien premier ministre de l'Alberta) (º 30 août 1926)
- 2 mars - Benoît Lacroix (philosophe et médiéviste) (º 8 septembre 1915)
- 11 mars - Roger Tabra (parolier de plusieurs chanteurs québécois) (º 1949)
- 24 mars - Claire Kirkland (femme politique) (º 8 septembre 1924)
- 29 mars -
  - Jean Lapierre (homme politique et animateur de la télévision) (º 7 mai 1956)
  - Jean Bissonnette (réalisateur, producteur et metteur en scène) (º 20 octobre 1934)
- 30 mars - Bernard Lamarre (ingénieur) (º 6 août 1931)
- 4 avril - Rita Lafontaine (comédienne) (º 8 juin 1939)
- 5 avril - Jean Martin (journaliste) (º 1956)
- 7 avril - Marcel Dubé (écrivain et dramaturge) (º 3 janvier 1930)
- 22 avril - Yvon Charbonneau (syndicaliste et homme politique) (º 11 juillet 1940)
- 7 mai - Jean-François Doré (animateur et journaliste) (º 14 février 1948)
- 14 juin - Gilles Lamontagne (maire de Québec) (º 17 avril 1919)
- 21 juin - Pierre Lalonde (chanteur) (º 20 janvier 1941)
- 3 juillet - Louise Rémy (actrice) (º 16 octobre 1938)
- 5 juillet - André Montmorency (acteur) (º 30 mai 1939)
- 10 juillet - André Dion (ornithologue) ( 7 décembre 1921)
- 16 juillet - René Caron (acteur) (º 1er décembre 1925)
- 29 juillet - Lucille Dumont (Lucelle Dumont) (chanteuse) (º 20 janvier 1919)
- 31 juillet - Sylvie Roy (femme politique) (º 4 novembre 1964)
- 23 août - André Melançon (réalisateur de cinéma) (º 18 février 1942)
- 4 septembre - Roberto Bissonnette (musicien, chanteur) (º 27 avril 1981)
- 21 septembre - Guy Harvey (chanteur) (⁰ 1942)
- 30 septembre - Lionel Duval (journaliste sportif) (º 11 février 1933)
- 25 octobre - Richard Martin  (producteur et réalisateur) (º 1938)
- 5 novembre - Jacques Grand'Maison (écrivain et sociologue) (º 18 décembre 1931)
- 7 novembre - Leonard Cohen (chanteur) (º 21 septembre 1934)
- 15 novembre - Bob Walsh  (musicien, chanteur) (º 24 novembre 1947)
- 20 décembre - Dominique Lévesque (humoriste) (º 10 juin 1952)
- 21 décembre - Joanne Corneau (Corno) (peintre) (º 22 novembre 1952)
- 23 décembre - Jean Gagnon (prélat) (º 21 mai 1941)

## Sources et références
1. ↑  Justine Mercier, « Adieu la CSST, place à la CNESST », La Presse,‎ 5 janvier 2016 (lire en ligne, consulté le 9 février 2016).
2. ↑  Jean-François Fortin quitte la vie politique
3. ↑  Guy Turcotte porte en appel le verdict de culpabilité porté à son endroit.
4. ↑  Pas de libération conditionnelle pour Guy Turcotte
5. ↑  Attentat au Burkina Faso: six Québécois ont été tués.
6. ↑  Attentat de Ouagadougou : qui sont les 30 victimes des attaques du 15 janvier
7. ↑  Énergie Est : trop de risques pour trop peu de retombées économiques, dit Coderre.
8. ↑  Le dernier adieu à René Angélil.
9. ↑  Pierre Karl Péladeau et Julie Snyder se séparent.
10. ↑  Du changement pour le nouveau cabinet Couillard.
11. ↑  Rona passe aux mains de l'américaine Lowe's..
12. ↑  Le scandale Jutra entre les mains de Québec Cinéma.
13. ↑  La ministre David demande à Québec Cinéma de se dissocier de Claude Jutra.
14. ↑  Même illégale, Uber a sa place en commission parlementaire, selon Daoust.
15. ↑  Pierre Moreau malade, Sébastien Proulx hérite de l'Éducation.
16. ↑  Le «Gala du cinéma québécois» remplace les Jutra.
17. ↑  L'Institut sur la souveraineté voit le jour.
18. ↑  « Le Conseil de la fédération s'ouvre sur fond de déchirements est-ouest », La Presse,‎ 2 mars 2016 (lire en ligne, consulté le 9 octobre 2020).
19. ↑  L'ex-ministre Normandeau sera accusée de corruption, de fraude et d'abus de confiance.
20. ↑  Budget du Québec: le gouvernement ajuste le tir.
21. ↑  La Passion d'Augustine remporte six prix au Gala du cinéma québécois.
22. ↑  Écrasement d'avion aux Îles-de-la-Madeleine: Jean Lapierre parmi les 7 cictimes.
23. ↑  Fin des activités de la Conférence régionale des élus
24. ↑  St-Hubert vendu pour 537 millions à une entreprise ontarienne.
25. ↑  Sam Hamad se retire de ses fonctions de ministre, le temps de l'enquête du commissaire à l'éthique.
26. ↑  (en) Wherry, Aaron, « NDP votes in favour of holding new leadership race », CBC News,‎ 10 avril 2016 (lire en ligne, consulté le 10 avril 2016)
27. ↑  (en) Kirkup, Kristy, Canadian Press, « NDP rejects Mulcair as leader, votes in support of holding leadership race », Ottawa Citizen,‎ 10 avril 2016 (lire en ligne, consulté le 10 avril 2016).
28. ↑  La péquiste Mireille Jean remporte l'élection partielle dans Chicoutimi.
29. ↑  « La Caisse annonce un projet de SLR d’envergure pour Montréal », Radio-Canada,‎ 22 avril 2016 (lire en ligne).
30. ↑  Le salaire minimum au Québec à travers les âges
31. ↑  « Le cœur de Saint-Raymond parti en fumée cette nuit », Le Journal de Québec,‎ 2 mai 2016, p. 4-5.
32. ↑  Pierre Karl Péladeau quitte la politique.
33. ↑  Sylvain Gaudreault devient chef du Parti québécois par intérim.
34. ↑  Véronique Hivon veut être la chef d'un «Parti québécois réinventé».
35. ↑  Québec forcera les chauffeurs d'Uber à acheter ou à louer des permis de taxi.
36. ↑  PQ: Alexandre Cloutier se lance dans la course.
37. ↑  Uber: le gouvernement Couillard essuie une correction des militants libéraux.
38. ↑  Mike Ward remporte l'Olivier de l'année.
39. ↑  Jean-François Lisée se lancera dans la course à la chefferie du PQ.
40. ↑  Martine Ouellet plaide l'«urgence» de l'indépendance.
41. ↑  Jean-Marc Salvet, Le Soleil, « La Société nationale de l'amiante abolie il y a 10 ans... et toujours active! », sur Le Soleil, 24 février 2015 (consulté le 24 juillet 2025)
42. ↑  « Loi sur la Société nationale de l’amiante » , sur Publications Québec, 1er juin 2016 (consulté le 24 juillet 2025)
43. ↑  PQ: Paul St-Pierre Plamondon se lance dans la course à la direction.
44. ↑  « Québec donne une chance à Uber », Le Journal de Québec,‎ 8 juin 2016, p. 5.
45. ↑  « Pouvoirs accrus à la ville de Québec », Le Journal de Québec,‎ 9 juin 2016, p. 3
46. ↑  « L'UPAC deviendra un corps policier autonome », Le Journal de Québec,‎ 9 juin 2016, p. 12.
47. ↑  «Le départ de Pierre Karl Péladeau m'a scié les jambes» – Bernard Drainville.
48. ↑  (en) Tuée par un boxer plutôt que par un pitbull?, Radio-Canada, 29 juillet 2016.
49. ↑  Une femme tuée: «Le pitbull était en train de dévorer sa jambe».
50. ↑  Le Québec interdira « probablement » les pitbulls, dit Philippe Couillard.
51. ↑  Philippe Couillard agressé à Montréal, un homme arrêté.
52. ↑  La Ville de Montréal interdira les chiens dangereux, dont les pitbulls
53. ↑  Musée national des beaux-arts: Un phare ouvert sur Québec.
54. ↑  « Le règlement sur les pitbulls ne sera jamais adopté », Le Journal de Québec,‎ 5 juillet 2016, p. 5.
55. ↑  Infrastructures: entente Ottawa-Québec de 2,5 milliards sur trois ans.
56. ↑  Québec met sous tutelle l'Ordre des ingénieurs.
57. ↑  Enquête au SPVM: quatre policiers arrêtés.
58. ↑  Mike Ward et Jérémy Gabriel: une décision inquiétante.
59. ↑  «Free Mike Ward Show»: les humoristes montent sur scène pour la liberté d'expression.
60. ↑  Rio prête pour la fête malgré tout
61. ↑  Liste des athlètes qualifiés pour Rio 2016
62. ↑  Le ministre Daoust démissionne dans la controverse entourant Rona.
63. ↑  Remaniement ministériel: Laurent Lessard devient ministre des Transports.
64. ↑  Richard Henry Bain déclaré coupable de meurtre non prémédité et de tentatives de meurtre.
65. ↑  Véronique Hivon abandonne la course à la direction du PQ.
66. ↑  Entente conclue entre Québec et Uber.
67. ↑  Rencontre historique Couillard-Castro à Cuba.
68. ↑  Le parti Forces et Démocratie radié par Élections Canada
69. ↑  « La destinée du PQ dans les mains de Lisée », Le Journal de Québec,‎ 8 octobre 2016, p. 3.
70. ↑  Les prix Iris du cinéma québécois remplaceront les Jutra.
71. ↑  Allégations d'agression sexuelle: le député Gerry Sklavounos expulsé du caucus libéral.
72. ↑  Mise à jour économique du Québec: de l'argent frais pour l'éducation et la santé.
73. ↑  « «Il faut continuer la bataille» », Le Journal de Québec,‎ 27 octobre 2016, p. 9.
74. ↑  L'année de tous les gagnants
75. ↑  Protection des sources journalistiques: Québec crée une commission d'enquête publique.
76. ↑  Loi 70 adoptée: des assistés sociaux devront vivre avec 399 $ par mois.
77. ↑  La CAQ voudrait se doter de son propre article 1 nationaliste
78. ↑  Québec crée la commission d'enquête sur les sources journalistiques
79. ↑  Philippe Orfali, Guillaume St-Hilaire, « La première salle de cinéma du Canada s’envole en fumée », sur Le Devoir, 18 novembre 2016 (consulté le 10 avril 2022)
80. ↑  Richard Henry Bain ne sera pas admissible à une libération conditionnelle avant 20 ans.
81. ↑  « Voici la future Maison de Radio-Canada à Montréal », sur www.lalettre.pro, 25 novembre 2016 (consulté le 25 novembre 2016).
82. ↑  L'ex-maire Vaillancourt plaide coupable.
83. ↑  Règlement sur les pitbulls en vigueur: Montréal gagne en appel.
84. ↑  Guy Turcotte renonce à son appel de verdict: il n'y aura pas de troisième procès
85. ↑  Élections partielles : le statu quo.
86. ↑  L'auteur Maxime Roussy déclaré coupable de crimes sexuels.
87. ↑  Procès pour diffamation: la Cour donne raison à Djemila Benhabib.
88. ↑  6 ans de prison et 8,5 millions à rembourser pour Gilles Vaillancourt.
89. ↑  Québec déclenche une enquête publique sur les relations avec les Autochtones.